# Atresia dell'orifizio prepuziale
L'atresia dell'orifizio prepuziale (o anche atresia del canale prepuziale) è una lesione congenita riscontrata frequentemente nel cane.
Evidenziabile fin dalla nascita perché l'assenza di un orifizio vero e proprio determina un impedimento al deflusso di urina.

## Sintomi
La cavità prepuziale appare dilatata dall'accumulo di urina che geme all'esterno, in modesta quantità, attraverso minuscoli pori della superficie del prepuzio.

## Diagnosi differenziale
Da distinguere dall'ipoplasia dell'orifizio prepuziale dalla quale si distingue per la completa assenza di apertura che impedisce il deflusso di urina.